# Tetratiafulvaleno
Tetratiafulvaleno (abreviado como TTF) é um composto organossulfurado com a fórmula (H2C2S2C)2. Estudos sobre este composto heterocíclico contribuiram para o desenvolvimento da eletrônica molecular.  TTF é relacionado ao hidrocarboneto fulvaleno, (C5H4)2, por substituição de quatro grupos CH por átomos de enxofre. Mais de 10 mil publicações científicas tratam de TTF e seus derivados.